# Круговець-Калініно
Круговець-Калініно (біл. Кругавец-Калініна, до 1920 року — Круговець) — агромістечко в Добруському районі Гомельської області. Центр Круговець-Калінінської сільської ради.

## Географія
Круговець-Калініно розташоване за 46 км на південний схід від районного центру Добруш, за 61 км від Гомеля, за 3 км від залізничної станції Круговець на відгалуженій лінії Терехівка — Круговець від залізничної лінії Бахмач — Гомель.
Примітним природним об'єктом є невелике, заболочене по берегах, озеро посеред агромістечка. Озеро має народну назву Мох та острівець.

## Історія
За письмовими джерелами населений пункт відомий з XVIII століття, як село Бєлицького повіту Могильовської губернії. 1816 року у селі побудована дерев'яна церква. З 1848 року село перебувало у володінні поміщиці Є. І. Савицької. У другій половині XIX століття розпочала роботу перша хлібозапасна крамниця.
Станом на 1897 рік село в складі Поповської волості Гомельського повіту Могильовської губернії, в якому розташовувалися церква, 2 хлібозапасних магазину, 3 лавки, корчма. Відкрито народне училище, станом на 1889 рік в ньому навчалося 78 учнів.
До 1920 року село мало назву — Круговець. 1926 року відкриті поштове відділення та школа. З 8 грудня 1926 року є центром Круговець-Калінінської сільської ради Краснобудського району, з 4 серпня 1927 року — Тереховського району, з 25 грудня 1962 року — Добруського району Гомельського округу. З 20 лютого 1938 року — в складі Гомельської області.
У 1929 році організовано 2 колгоспи. Працювали 4 вітряки, кінні круподробілки, 2 кузні, маслобійня. У 1930-ті роки села Круговець та Калініно були об'єднані в одне, з того часу село має назву — Круговець-Калініно.
Під час Другої світової війни, в період німецько-фашистської окупації мешканці села активно допомагали партизанам, що діяли в Добруському районі і на території Чернігівської області партизанського загону під командуванням Георгія Івановича Артазея. Цей загін входив до складу партизанського з'єднання Сидора Ковпака. У цьому загоні воював і уродженець села Ломоносов Петро Михайлович (1923 р. н.). Відступаючи, у 1943 році, фашистські окупанти спалили все село. 25 вересня 1943 року звільнено радянськими військами. У боях за село загинуло 27 радянських солдатів та один партизан, які поховані у братській могилі в центрі села. На фронтах і партизанській боротьбі загинули 222 мешканця села. 
Зв'язковим партизанського загону була Ірина Агафоновна Хворосткова, яка врятувала 22 радянських солдат, які перебували у полоні фашистів, що знаходилися у колгоспному стодолі. Після війни Ірина Зворосткова закінчила Гомельське медичне училище і тривалий час працювала фельдшером Добруського району, більшу частину часу замінюючи й лікаря. Про цю сторінку історії села розповів письменник Євген Гуцало в своїй книзі «З вогню воскресли».
З 1959 року село було центром колгоспу імені Михайла Фрунзе. У селі були побудовані середня школа, амбулаторія, Будинок культури, бібліотека, дитячий садочок, відділення зв'язку.
1964 року, на честь загиблих у Другій світовій війні, в центрі села встановлено 4 стели та мармурові дошки з іменами загиблих.
До складу Круговець-Калінінської сільської ради входили нині неіснуючі селища: до 1969 року — Круглий, до 1974 року — Городок.
У 1980-ті роки побудована цегляна школа. Влітку 1986 року побудовані цегляні будинки на 50 сімей, у яких оселилися переселені мешканці з забруднених територій після катастрофи на Чорнобильській АЕС.
Рішенням Добруської районної ради депутатів від 23 лютого 2010 року № 191 село Круговець-Калініно Круговець-Калінінської сільської ради Добруського району перетворено на агромістечко Круговець-Калініно.

## Населення
Чисельність населення агромістечка становить 1034 особи, з них: дітей 0-15 років — 172, працездатного населення — 692, пенсіонерів — 170 осіб.
| 1886 | 1897 | 1959 | 2004 | 2019 |
| ---- | ---- | ---- | ---- | ---- |
| 1172 | 1317 | 557  | 1050 | 1034 |

| 1848 | 1886 | 1897 | 1959 | 2004 |
| ---- | ---- | ---- | ---- | ---- |
| 106  | 166  | 233  | ?    | 402  |

## Соціально-культурна сфера
- 2 крамниці
- Пункт громадського харчування.
- Амбулаторія (на 100 відвідувань у зміну).
- Відділення поштового зв'язку.
- Середня школа (на 464 учнів).
- Будинок культури (на 150 місць).
- Бібліотека.

## Транспорт
Агромістечко охоплено транспортним сполученням автошляхом Тереховка — Гомель. На відгалуженій лінії від станції Терехівка розташована тупикова залізнична станція Круговець, від якої є щоденне пасажирське сполучення з обласним центром регіональними потягами економкласу.  